# 第二代阿博馬爾伯爵威廉·范·凱佩爾
威廉·范·凱佩爾（德語：Willem van Keppel，1702年6月5日—1754年12月22日），第二代奧本馬爾伯爵，1737年至1754年擔任維吉尼亞殖民地總督。

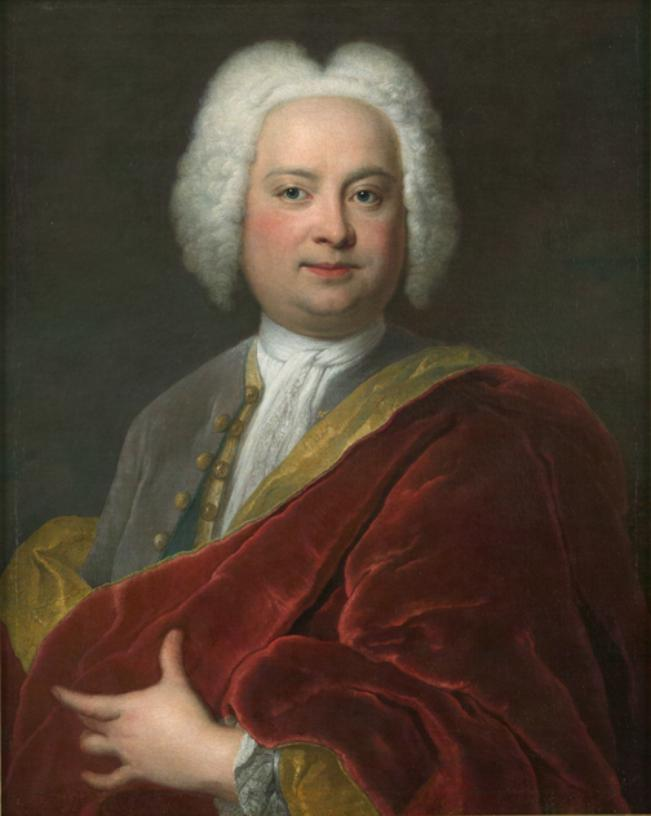

## 家庭
1722年，威廉和里奇蒙公爵查爾斯·倫諾克斯的女兒安妮結婚，兩人共有4子2女：
1. 喬治（英语：George Keppel, 3rd Earl of Albemarle）（1724年—1772年）
2. 奧古斯都（英语：Augustus Keppel, 1st Viscount Keppel）（1725年—1786年）
3. 威廉（英语：William Keppel (British Army officer, born 1727)）（1727年—1782年）
4. 腓特烈（英语：Frederick Keppel）（1728年—1777年）
5. 卡羅琳（1734年—？年）
6. 伊莉莎白（1739年—1768年），第六代貝德福德公爵的母親